# Faysville (Texas)
Faysville es un lugar designado por el censo ubicado en el condado de Hidalgo en el estado estadounidense de Texas. En el Censo de 2010 tenía una población de 439 habitantes y una densidad poblacional de 184,04 personas por km².

## Geografía
Faysville se encuentra ubicado en las coordenadas 26°24′14″N 98°7′46″O / 26.40389, -98.12944. Según la Oficina del Censo de los Estados Unidos, Faysville tiene una superficie total de 2.39 km², de la cual 2.39 km² corresponden a tierra firme y (0%) 0 km² es agua.

## Demografía
Según el censo de 2010, había 439 personas residiendo en Faysville. La densidad de población era de 184,04 hab./km². De los 439 habitantes, Faysville estaba compuesto por el 95.44% blancos, el 0% eran afroamericanos, el 0.91% eran amerindios, el 0% eran asiáticos, el 0% eran isleños del Pacífico, el 3.19% eran de otras razas y el 0.46% pertenecían a dos o más razas. Del total de la población el 98.63% eran hispanos o latinos de cualquier raza.

## Educación
El Distrito Escolar Consolidado Independiente de Edinburg (ECISD) gestiona las escuelas públicas que sirven a Faysville.
 Escuelas que sirven a Faysville son Guerra Elementary School, Brewster K-8 para escuela secundaria (middle school), y Edinburg North High School (9-12).
El Distrito Escolar Independiente South Texas gestiona escuelas magnet que sirven a la comunidad.